# Panphagia protos
 Panphagia protos es la única especie conocida del género extinto  Panphagia  (gr. “el que come de todo”) es un género de dinosaurio saurisquio sauropodomorfo, que vivió a finales del período Triásico, hace aproximadamente 228 millones de años, en el Carniense, en lo que es hoy Sudamérica. 

## Descripción

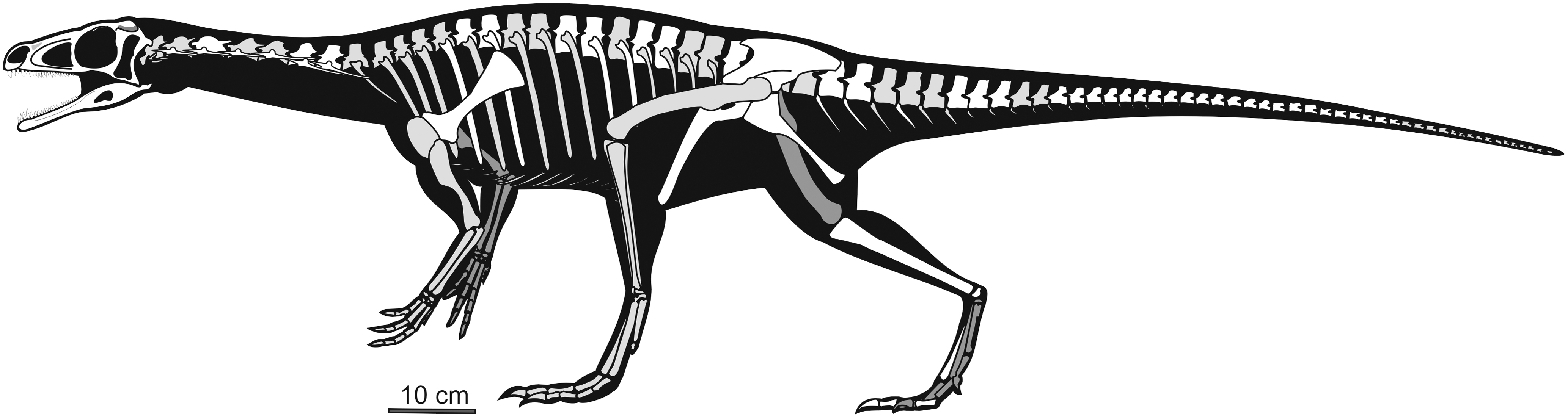
Recreación del esqueleto.

Su aspecto general era similar al Eoraptor, con alrededor de 1,3 metros de longitud. Sus vértebras del cuello eran más alargadas que en Eoraptor y con arcos vertebrales dorsales más bajos. Las vértebras dorsales esta menos excavada con los arcos neurales bien desarrollados. Una sola vértebra sacra es conocida, teniendo una forma de C. Las vértebras caudales son más bajas y largas que en Eoraptor con arcos hemales similares.
La escápula de Panphagia es amplia y robusta fuertemente expandido hacia distal. El ilion es largo y bajo con una bien desarrollada brevis fossa y cresta supraarticular. El pubis es largo con forma de hoja. El isquion es largo y grácil.

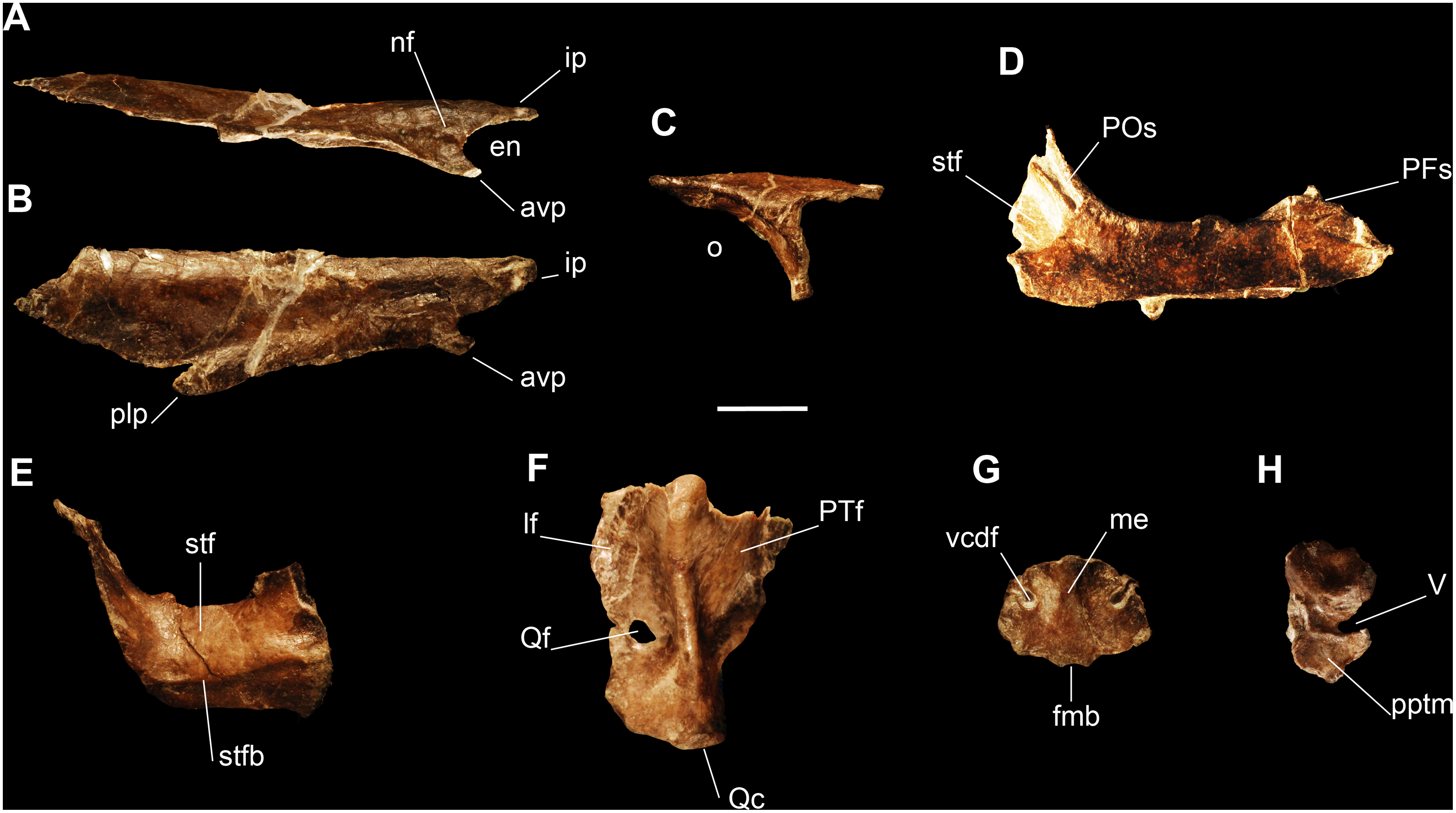
Huesos del cráneo de Panphagia.

El cráneo es similar al de otros saurisquios basales como Eoraptor, y su mandíbula inferior es más delicada. Los dientes, alrededor de 23, varían de forma según su posición. Los frontales son más recurvados y afilados, ideales para comer carne. Los posteriores son más verticales y espatulados más parecidos a los de los herbívoros. Además los dientes frontales se encuentran más separados y los posteriores más juntos y solapados. Lo que lleva a la teoría de que este dinosaurio era omnívoro, encontrándose en el camino evolutivo de un ancestro carnívoro a un descendiente herbívoro.

## Descubrimiento e investigación
Los fósiles de Panphagia se encontraron a finales de 2006 por el paleontólogo argentino Ricardo N. Martínez en rocas de la Formación Ischigualasto del Valle Pintado, Parque Provincial Ischigualasto, provincia de San Juan, Argentina. Los huesos se encontraron aproximadamente al mismo nivel que una capa de ceniza de 231,4 millones de años, lo que indica que vivió durante el Carniano temprano del Triásico Tardío.  Panphagia se conoce por un solo individuo, PSVJ-874, del que se conocen partes del cráneo con una mandíbula con dientes, vértebras, la escápula, cintura pélvica y porciones de los miembros de los restos desarticulados de un individuo parcialmente desarrollado de aproximadamente 1,30 metros. Los fósiles de color rojizo estaban incrustados en una matriz de arenisca verdosa y su preparación y descripción llevó varios años. Encontrado en 2006 por el paleontólogo de la Universidad Nacional de San Juan Ricardo N. Martínez, el ejemplar se encontraba desarticulado a excepción de fragmentos de la cola. La correspondencia del tamaño, su cercanía relativa y el hecho de que no hay material duplicado hacen pensar que se trata de un solo individuo. El material fue encontrado en el Miembro La Peña de la Formación Ischigualasto en la Cuenca Ischigualasto-Villa Unión, en el Noroeste de la Argentina. Pertenece al mismo estrato que Eoraptor, hace aproximadamente 228 millones de años. Fue descrito por Ricardo N. Martínez y Oscar A. Alcober en 2009. El nombre proviene del griego, pan, todo y phagein, el que come en referencia a su dieta omnívora inferida. Panphagia es uno de los primeros dinosaurios conocidos y es un hallazgo importante que puede marcar la transición de la dieta en los primeros dinosaurios sauropodomorfos. La especie tipo Panphagia protos, recibe su nombre de especie en referencia a su posición basal en el suborden Sauropodomorpha.

## Clasificación
Según su análisis filogenético presentado por los autores, Panphagia es considerado el más antiguo y primitivo de Sauropodomopha, desplazando de este sitio al Saturnalia proveniente de la Formación Santa Maria del Brasil descrito en 1999. Este clado incluye a los más grandes dinosaurios del Jurásico y el Cretácico como Brachiosaurus, Diplodocus y Argentinosaurus. Su presencia en estratos tan antiguos muestra que este clado ya se había separado del tronco común de los saurisquios temprano en la historia de los dinosaurios y que el comienzo de esta podría haber comenzado unos diez millones de años antes en el Triásico Medio.
Panphagia fue descrita en 2009 por Ricardo N. Martínez y Oscar A. Alcober, ambos del Museo de Ciencias Naturales, en San Juan, Argentina. Realizaron un análisis filogenético y encontraron que era el dinosaurio sauropodomorfo más básico conocido. Los fósiles compartían características similares a las de Saturnalia, un sauropodomorfo temprano, incluidas similitudes en el isquion, el astrágalo y la lámina escapular. Sin embargo, los fósiles también exhibieron características similares a las de Eoraptor, un saurisquio carnívoro temprano, incluidos huesos huecos, dientes sublanceolados y proporciones generales. Basado en el análisis y la comparación de los fósiles de Panphagia y los de sus parientes más cercanos, Martínez y Alcober concluyeron que la evolución de los dinosaurios saurisquios probablemente comenzó con animales pequeños, cursores similares a Panfagia y que existe una "similitud general entre todos estos dinosaurios basales, lo que sugiere, que pocos cambios estructurales "entre Panphagia , Eoraptor y dos terópodos basales que aún no se han descrito.

## Filogenia
|  | Herrerasaurus  |
|  |                |
|  | Staurikosaurus |
|  |                |

|  | Panphagia                                                            |
|  |                                                                      |
|  | \| \| Saturnalia \| \| \| \| \| \| Otros sauropodomorfos \| \| \| \| |
|  |                                                                      |
|  | Saturnalia                                                           |
|  |                                                                      |
|  | Otros sauropodomorfos                                                |
|  |                                                                      |

|  | Saturnalia            |
|  |                       |
|  | Otros sauropodomorfos |
|  |                       |

|  | Panphagia                                                            |
|  |                                                                      |
|  | \| \| Saturnalia \| \| \| \| \| \| Otros sauropodomorfos \| \| \| \| |
|  |                                                                      |
|  | Saturnalia                                                           |
|  |                                                                      |
|  | Otros sauropodomorfos                                                |
|  |                                                                      |

|  | Saturnalia            |
|  |                       |
|  | Otros sauropodomorfos |
|  |                       |

|  | Panphagia                                                            |
|  |                                                                      |
|  | \| \| Saturnalia \| \| \| \| \| \| Otros sauropodomorfos \| \| \| \| |
|  |                                                                      |
|  | Saturnalia                                                           |
|  |                                                                      |
|  | Otros sauropodomorfos                                                |
|  |                                                                      |

|  | Saturnalia            |
|  |                       |
|  | Otros sauropodomorfos |
|  |                       |

|  | Panphagia                                                            |
|  |                                                                      |
|  | \| \| Saturnalia \| \| \| \| \| \| Otros sauropodomorfos \| \| \| \| |
|  |                                                                      |
|  | Saturnalia                                                           |
|  |                                                                      |
|  | Otros sauropodomorfos                                                |
|  |                                                                      |

|  | Saturnalia            |
|  |                       |
|  | Otros sauropodomorfos |
|  |                       |

|  | Herrerasaurus  |
|  |                |
|  | Staurikosaurus |
|  |                |

|  | Panphagia                                                            |
|  |                                                                      |
|  | \| \| Saturnalia \| \| \| \| \| \| Otros sauropodomorfos \| \| \| \| |
|  |                                                                      |
|  | Saturnalia                                                           |
|  |                                                                      |
|  | Otros sauropodomorfos                                                |
|  |                                                                      |

|  | Saturnalia            |
|  |                       |
|  | Otros sauropodomorfos |
|  |                       |

|  | Panphagia                                                            |
|  |                                                                      |
|  | \| \| Saturnalia \| \| \| \| \| \| Otros sauropodomorfos \| \| \| \| |
|  |                                                                      |
|  | Saturnalia                                                           |
|  |                                                                      |
|  | Otros sauropodomorfos                                                |
|  |                                                                      |

|  | Saturnalia            |
|  |                       |
|  | Otros sauropodomorfos |
|  |                       |

|  | Panphagia                                                            |
|  |                                                                      |
|  | \| \| Saturnalia \| \| \| \| \| \| Otros sauropodomorfos \| \| \| \| |
|  |                                                                      |
|  | Saturnalia                                                           |
|  |                                                                      |
|  | Otros sauropodomorfos                                                |
|  |                                                                      |

|  | Saturnalia            |
|  |                       |
|  | Otros sauropodomorfos |
|  |                       |

|  | Panphagia                                                            |
|  |                                                                      |
|  | \| \| Saturnalia \| \| \| \| \| \| Otros sauropodomorfos \| \| \| \| |
|  |                                                                      |
|  | Saturnalia                                                           |
|  |                                                                      |
|  | Otros sauropodomorfos                                                |
|  |                                                                      |

|  | Saturnalia            |
|  |                       |
|  | Otros sauropodomorfos |
|  |                       |